# Bo Henrikson
Bo Torsten Henrikson, född 26 november 1940 i Göteborg, död 15 april 2021 i Stockholm, var en svensk diplomat.

## Biografi
Henrikson var son till kommunalrådet Torsten Henrikson och Ester, född Johansson. Han tog fil.kand. och pol.mag. vid Göteborgs universitet 1964. Henrikson hade UD-tjänstgöring i Paris, Jakarta, Stockholm, Alger och Rom. Han var ambassadråd i Rom 1980, Genève 1981–1985 och var sändebud i Teheran 1985–1988. Henrikson var departementsråd vid UD 1988–1991 och sändebud i Mexico City 1992–1996.
Henrikson arbetade ett par år på Statsrådsberedningen med etableringen av Östersjöstaternas råd (CBSS) i Stockholm. Han var ambassadör vid Heliga stolen 1999–2001 och arbetade under de sex sista åren före pensioneringen 2007 som internationell chef på Vägverket. Under tiden i Mexico uppstod nära relationer med en gren av släkten Palme, som anlänt redan 1922 och som vuxit till cirka 80 personer och till ett imperium innefattande stålverk, rikstäckande järnhandelskedja och fastigheter.
Henrikson var från 1967 till sin död gift med Margareta Collert (född 1939), dotter till försäkringsdirektören Fritz Collert och Karin, född Brattström. Han är begravd på Hedvig Eleonora kyrkogård i Stockholm.